# الکساندروفسکی (سرزمین آلتای)
الکساندروفسکی (به لاتین: Alexandrovsky) یک منطقهٔ مسکونی در روسیه است که در سرزمین آلتای واقع شده‌است.